# Веселовский, Алексей Николаевич
Алексе́й Никола́евич Весело́вский (1843, Москва — 1918, Москва) — русский литературовед, ординарный профессор Московского университета; почётный академик Санкт-Петербургской АН по разряду изящной словесности (1906); брат академика Александра Николаевича Веселовского. Специалист по западноевропейской литературе: широкой популярностью пользовались работы Веселовского о Мольере и байронизме.

## Биография
Родился 27 июня (9 июля) 1843 года в семье военного педагога Николая Алексеевича Веселовского (1810—1885) и Августы Фёдоровны, урождённой Лисевич.
Недолго пробыв на военной службе в 1860 году поступил на историко-филологический факультет Московского университета, который окончил в 1863 году. По окончании курса до 1866 года находился за границей, где занимался помимо истории литературы, историей театра и музыки. Первая его статья — «Музыка у славян» («Русский вестник», 1866).
По возвращении в Россию учительствовал и занимался срочной работой в разных газетах, что не помешало появиться в свет в 1870 году его книге «Старинный театр в Европе». Преподавал на московских Высших женских курсах (1876—1888).
В 1879 году за монографию «Этюды о Мольере. Тартюф» был удостоен степени доктора истории всеобщей литературы.
Ординарный профессор кафедры истории всеобщей литературы (1881–1884); ординарный профессор кафедры истории западноевропейских литератур (1884–1918) историко-филологического факультета Московского университета.

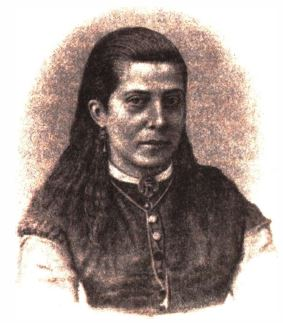
Александра Адольфовна Веселовская (урождённая Панк)

С 1881 года — профессор в Лазаревском институте восточных языков.
В 1901—1904 гг. — председатель Общества любителей российской словесности; с 1906 года — почётный академик по Разряду изящной словесности Отделения русского языка и словесности Академии наук.
По своим методологическим воззрениям Веселовский — сторонник историко-культурной школы. «Я считаю себя последователем и учеником Пыпина. В моих работах я обязан ему многими возбуждениями, советами, внушениями». Как и Александр Николаевич Пыпин, Веселовский в литературе прежде всего ценил прогрессивность идей. В этом плане написано его «Западное влияние в новой русской литературе» (выдержавшее пять изданий). Патетика книги — в борьбе с «пароксизмом племенной исключительности», в желании «ввести развитие русской мысли и творчества в круг европейского умственного движения» (из предисловия). Отсюда — небрежение Веселовского к собственно литературной стороне поэтических фактов, к их формам и стилю. Отсюда и тот публицистический дидактизм, который у Веселовского всегда заменял социологический анализ явления.
Вместе с женой, Александрой Адольфовной (1840—1910), он перевёл три тома «Греческой истории» Курциуса (М., 1880), 3-й том «Римской истории» Момзена, «Данте» Вегеле (М., 1881) и др.
Скончался в Москве 25 ноября 1918 года; похоронен на Введенском кладбище (5 уч.).